# タインミエン県
タインミエン県（タインミエンけん、ベトナム語：Huyện Thanh Miện / 縣青沔?）は、ベトナム社会主義共和国ハイズオン省の県である。面積は122.32km²、人口は183,845人（2018年）である。